# Tatjana Sjtsjegoleva
Tatjana Nikolajevna Sjtsjegoleva (Russisch: Татьяна Николаевна Щьеголева) (Moskou, 9 februari 1982), is een Russische professionele basketbalster, die speelde voor de nationale ploeg van Rusland.  Ze kreeg de onderscheiding Meester in de sport van Rusland op 18 december 2008 en de Medaille voor het dienen van het Moederland op 2 augustus 2009.

## Biografie
Sjtsjegoleva begon haar profcarrière bij Spartak Moskou in 1998. In 2001 ging ze spelen voor BK Klosterneuburg in Oostenrijk. Met die club won ze het landskampioenschap en de beker in 2002. Na één jaar ging Sjtsjegoleva naar USO Mondeville in Frankrijk. In 2003 verhuisde ze naar VBM-SGAU Samara. Met die club won ze het Landskampioenschap van Rusland in 2004 en 2005. Ook werd ze Bekerwinnaar van Rusland in 2004. In 2005 won Sjtsjegoleva met VBM-SGAU de EuroLeague Women door in de finale te winnen van Gambrinus Brno uit Tsjechië met 69-66. Ook won ze met VBM-SGAU de FIBA Women's World League in 2004 en 2005. In 2005 stapte ze over naar Dinamo Moskou. Met Dinamo won ze de EuroCup Women in 2007 door in de finale CA Faenza uit Italië te verslaan met 74-61 en 76-56. In 2007 ging Sjtsjegoleva naar Spartak Oblast Moskou Vidnoje. Met Spartak won ze het Landskampioenschap van Rusland in 2008. Ook won ze twee keer de EuroLeague Women in 2008 en 2009. In 2008 wonnen ze de finale van de EuroLeague Women van Gambrinus Sika Brno uit Tsjechië met 75-60. In 2009 wonnen ze de finale van de EuroLeague Women van Perfumerías Avenida uit Spanje met 85-70. In 2009 stopte ze met basketbal.
Met Rusland won Sjtsjegoleva twee keer de bronzen medaille op de Olympische Zomerspelen in 2004 en 2008. Ook won ze twee keer zilver op het Wereldkampioenschap in 2002 en 2006. Op het Europees Kampioenschap won ze twee keer goud in 2003 en 2007 en zilver in 2005 en 2009.

## Privé
Sjtsjegoleva heeft een dochter, Ksenia Kolosovskaja die ook basketbalspeler is.

## Erelijst
- Landskampioen Rusland: 3
  - Winnaar: 2004, 2005, 2008
  - Tweede: 2009
  - Derde: 2006
- Bekerwinnaar Rusland: 1
  - Winnaar: 2004
  - Runner-up: 2009
- Landskampioen Oostenrijk: 1
  - Winnaar: 2002
- Bekerwinnaar Oostenrijk: 1
  - Winnaar: 2002
- EuroLeague Women: 3
  - Winnaar: 2005, 2008, 2009
- EuroCup Women: 1
  - Winnaar: 2007
- FIBA Women's World League: 2
  - Winnaar: 2004, 2005
- Olympische Spelen:
  - Brons: 2004, 2008
- Wereldkampioenschap:
  - Zilver: 2002, 2006
- Europees Kampioenschap: 2
  - Goud: 2003, 2007
  - Zilver: 2005, 2009